# 甘露寺仁房
甘露寺 仁房（かんろじ まさふさ、1995年〈平成7年〉2月20日 - ）は、日本のプロ野球選手（内野手）。

## 経歴
甘露寺重房・圭郁夫妻の息子として、東京都港区に生まれる。出身の甘露寺家は名家の家格を有した堂上家の家系かつ維新後は伯爵に叙された家であり、仁房自身も小学校の課題で調べて「すごい家に生まれたんだなあ、と」思ったという。
両親がテニスプレイヤーであったことから幼少期よりテニスラケットを握っていたが、父重房がテニスボールを投げたところから野球が好きになり、中学時代に硬式クラブチームに入った。その後、吉永健太朗を追って日本大学第三高等学校に進学するが、高校三年間は公式戦に出られなかったのだという。さらに明治学院大学に進学して野球を続けた。
2018年（平成30年）、ベースボール・チャレンジ・リーグ（ルートインBCリーグ）の富山GRNサンダーバーズに入団した。しかし1年で自由契約になると、関西独立リーグの兵庫ブルーサンダーズ（現・兵庫ブレイバーズ）に移った。兵庫での初年度となる2019年には最多本塁打のタイトルを獲得している。一方、6月20日の対06BULLS戦で審判に対して侮辱行為を働いたとして、1試合の出場停止処分も受けた
。
2020年（令和2年）、和歌山ファイティングバーズ（現・和歌山ウェイブス）に移籍し、田辺市上秋津に所在する果樹園で働き生計を立てながらプレイした。和歌山には2シーズン在籍した。
2022年（令和4年）、日本海オセアンリーグの滋賀GOブラックスに入団した。このシーズンの出場は9試合にとどまったが、10月4日のリーグ最終戦（対富山）にて、最終回でソロ本塁打を放った。シーズン終了後の10月21日に、自由契約での退団が発表された。
2022年11月から12月にかけてに実施されたジャパンウィンターリーグに参加、期間中に3本塁打を放った。2023年3月時点ではオーストラリアのニューサウスウェールズ州に渡り、野球チームのオファーを待っていた。その後の士別入団時の発表では、ニューサウスウェールズ・メジャーリーグのマンリー・イーグルス (Manly Eagles)に所属していた。
2024年7月9日、北海道フロンティアリーグのKAMIKAWA・士別サムライブレイズに入団したことが発表された。シーズン終了まで在籍後、退団が発表された。

## 人物
性格は「根が真面目」で「怠けたり手を抜いたりすることがない」と評されている。
食欲旺盛で和菓子好きである点が、『鬼滅の刃』の登場人物・甘露寺蜜璃の設定と似ていると話している。

## 詳細情報

### 独立リーグでの打撃成績
出典は各リーグの過去個人成績、一球速報.com、およびBASEBALL JOBS掲載の個人成績。
| 年 度    | 球 団    | 試 合 | 打 席 | 打 数 | 得 点 | 安 打 | 二 塁 打 | 三 塁 打 | 本 塁 打 | 塁 打 | 打 点 | 盗 塁 | 盗 塁 死 | 犠 打 | 犠 飛 | 四 球 | 敬 遠 | 死 球 | 三 振 | 併 殺 打 | 打 率 | 出 塁 率 | 長 打 率 | O P S |
| -------- | -------- | ----- | ----- | ----- | ----- | ----- | -------- | -------- | -------- | ----- | ----- | ----- | -------- | ----- | ----- | ----- | ----- | ----- | ----- | -------- | ----- | -------- | -------- | ----- |
| 2018     | 富山     | 21    | -     | 55    | 4     | 6     | 1        | 0        | 0        | 7     | 2     | 1     | -        | 3     | 0     | 3     | -     | 1     | 18    | 2        | .109  | .169     | .127     | .297  |
| 2019     | 兵庫     | 43    | -     | 147   | 42    | 44    | 7        | 1        | 8        | 56    | 29    | 2     | -        | -     | -     | 38    | -     | -     | 26    | -        | .299  | .455     | .524     | .979  |
| 2020     | 和歌山   | 22    | 69    | 54    | 13    | 14    | 3        | 0        | 2        | 23    | 13    | 2     | -        | 1     | 0     | 10    | -     | 4     | 11    | 1        | .259  | .412     | .426     | .838  |
| 2021     | 和歌山   | 41    | 135   | 112   | 17    | 19    | 4        | 1        | 0        | 25    | 12    | 0     | 0        | 1     | 1     | 20    | -     | 1     | 32    | 6        | .170  | .299     | .223     | .522  |
| 2022     | 滋賀     | 9     | 10    | 9     | -     | 2     | 0        | 0        | 1        | 5     | 2     | 0     | 0        | 0     | 0     | 1     | -     | 0     | 2     | 0        | .222  | .300     | .556     | .856  |
| 2024     | 士別     | 18    | 42    | 34    | 6     | 7     | 2        | 0        | 0        | 9     | 7     | 0     | 0        | 2     | 0     | 5     | -     | 1     | 12    | 0        | .206  | .325     | .265     | .590  |
| BCL：1年 | BCL：1年 | 21    | -     | 55    | 4     | 6     | 1        | 0        | 0        | 7     | 2     | 1     | -        | 3     | 0     | 3     | -     | 1     | 18    | 2        | .109  | .169     | .127     | .297  |
| KDL：3年 | KDL：3年 | 106   | -     | 313   | 72    | 77    | 14       | 2        | 10       | 104   | 54    | 4     | -        | -     | -     | 68    | -     | -     | 69    | -        | .246  | -        | .332     | -     |
| NOL：1年 | NOL：1年 | 9     | 10    | 9     | -     | 2     | 0        | 0        | 1        | 5     | 2     | 0     | 0        | 0     | 0     | 1     | -     | 0     | 2     | 0        | .222  | .300     | .556     | .856  |
| HFL：1年 | HFL：1年 | 18    | 42    | 34    | 6     | 7     | 2        | 0        | 0        | 9     | 7     | 0     | 0        | 2     | 0     | 5     | -     | 1     | 12    | 0        | .206  | .325     | .265     | .590  |

- 各年度の太字はリーグ最高

### 背番号
- 44 （2018年 - 2022年）
- 1 （2024年）

### 書籍出典
1. ↑  『平成新修旧華族家系大成』上巻, p. 476.

### ウェブ出典
1. 1 2  “練習生　甘露寺仁房”. Player's Message (2018年3月12日). 2023年12月21日時点のオリジナルよりアーカイブ。2023年12月21日閲覧。
2. 1 2  @shigagoblacks (2022年2月14日). "【新入団選手のお知らせ】". 2023年12月22日時点のオリジナルよりアーカイブ。X（旧Twitter）より2023年12月21日閲覧。
3. ↑  @T_birds (2018年3月31日). "【選手契約のお知らせ】". X（旧Twitter）より2023年12月21日閲覧。
4. ↑  “甘露寺選手出場停止処分について”. 関西独立リーグ. 2023年12月29日閲覧。
5. 1 2  “STATS 選手成績”. 日本海オセアンリーグ. 2022年11月30日時点のオリジナルよりアーカイブ。2023年12月29日閲覧。
6. ↑  滋賀GOブラックス [@shigagoblacks] (2022年10月21日). "【退団選手のお知らせ】". X（旧Twitter）より2023年12月29日閲覧。
7. ↑  広尾晃 (2023年1月28日). “1ヶ月のロングランを完走して、2022年12月25日、第1回ジャパンウィンターリーグ閉幕”. Spportunity. 2023年12月28日閲覧。
8. 1 2  “(Currently in NSW w/ a Visa) Japanese Professional Utility Player and Power Hitter Seeking Team for 2023/24 Season” (英語). BaseBall Jobs. 2023年12月29日閲覧。
9. 1 2  KAMIKAWA・士別サムライブレイズ [@samurai_blades] (2024年7月9日). "【新入団選手のお知らせ!!】". X（旧Twitter）より2024年7月9日閲覧。
10. ↑  KAMIKAWA・士別サムライブレイズ [@samurai_blades] (2024年10月22日). "【選手の退団に関するお知らせ】". X（旧Twitter）より2024年10月23日閲覧。
11. ↑  “2018年過去個人打撃成績”. ベースボール・チャレンジ・リーグ. 2023年12月29日閲覧。
12. ↑  “2020年リーグ戦打撃成績（規定打席以上）” (PDF). 関西独立リーグ. 2023年12月29日閲覧。
13. ↑  “和歌山ウェイブス 2021年度”. 一球速報.com. 2023年12月29日閲覧。

### ニュースサイト出典
1. 1 2 3 4 5 6 7 8 9 10  「和歌山FB「鬼滅の強打者」　甘露寺選手、目指す柱」『朝日新聞DEGITAL』朝日新聞社、2021年3月26日。オリジナルの2021年3月26日時点におけるアーカイブ。2023年12月21日閲覧。
2. ↑  「ブラックスが初代王者に：日本海オセアンリーグ「ファンのおかげ」」『中日新聞』中日新聞社、2022年10月5日。オリジナルの2022年10月5日時点におけるアーカイブ。2023年12月21日閲覧。